# Dickwurzel-Löffelkraut
Das Dickwurzel-Löffelkraut (Cochlearia macrorrhiza) zählt zu den am stärksten vom Aussterben bedrohten Pflanzenarten Mitteleuropas. Sie kommt nur mehr in wenigen Exemplaren an einem Standort bei Moosbrunn im Wiener Becken vor.

## Merkmale
Das Dickwurzel-Löffelkraut ist eine zweijährige bis ausdauernde krautige Pflanze mit immergrüner Halbrosette. Es besitzt ein Rhizom mit dickem Wurzelfilz. Zur Blütezeit erreicht es eine Wuchshöhe von 25 bis 35 cm, selten bis zu 40 cm. Die Grundblätter sind an der Basis gestutzt bis schwach herzförmig. Die Blattform der Grundblätter ist eiförmig, die Spreiten sind meist 1 bis 2,3 cm, 0,4 bis 3,5 cm lang und 1 bis 2,5 cm breit.
Die Blüten sind rein weiß. Die Fruchtstiele sind 1- bis 1,5-mal so lang wie die Frucht und stehen in einem Winkel von 60 bis 90° von der Traubenachse ab. Die Frucht ist ellipsoidisch bis kugelig, die größte Frucht pro Pflanze wird meist 4 bis 6,5 mm, 3,8 bis 8 mm lang. Die Samen sind 2 bis 2,2 mm lang. Blütezeit ist im April und Mai, selten auch März und Juni. Die Art weist ein hohes Maß an Auskreuzung auf, ist aber auch potentiell selbstbestäubend. Der Ausbreitungsmechanismus der Samen ist unbekannt. Es gibt keine Samenbank im Boden, die Samen sind zur Keimung auf kleine vegetationslose Stellen angewiesen.
Die Chromosomenzahl ist 2n = 2x = 12, die Art ist also diploid.

## Verbreitung und Standorte
Das Dickwurzel-Löffelkraut ist ein Lokal-Endemit und kommt nur im nördlichen Teil der Wiener Neustädter Bucht, der sogenannten Feuchten Ebene vor. Mitte des 19. Jahrhunderts wurde ihr Verbreitungsgebiet noch als von Moosbrunn bis Mitterndorf angegeben. Sie war einst häufig in mehreren Flachmooren bei Moosbrunn, Münchendorf und Mitterndorf. 2006 gab es nur mehr drei Exemplare an einem Standort im Naturschutzgebiet Brunnlust.
Die Standorte liegen in der collinen Höhenstufe zwischen 185 und 190 Meter über Adria. Es wächst in Quellfluren und Kleinseggenrieden an kalkreichen Wasseraustritten. Die Niedermoorvegetation besteht vorwiegend aus Schoenus nigricans, Allium schoenoprasum, Gladiolus palustris, Parnassia palustris, Primula farinosa und Tofieldia calyculata. Früher gab es auch Bestände in verschilfter, hochwüchsiger Vegetation.

## Systematik
Cochlearia macrorrhiza wurde von Schur 1877 ursprünglich als Varietät des Echten Löffelkrauts, als Cochlearia officinalis var. macrorrhiza beschrieben. Typuslokalität ist Moosbrunn. E. G. Pobedimova hat diese Varietät 1971 in den Rang einer Art erhoben, ihr allerdings alle nicht-alpinen Sippen von Cochlearia pyrenaica zugeordnet. Genetische Untersuchungen zeigten jedoch, dass Cochlearia macrorrhiza und Cochlearia pyrenaica zwar eng miteinander verwandt sind, die Population im Wiener Becken aber alleine die Art Cochlearia macrorrhiza bildet. Die nächsten Verwandten sind die beiden ebenfalls diploiden Arten Cochlearia pyrenaica, die aufgrund ihres großen Areals die Ausgangssippe sein dürfte, und die in den Ostalpen endemische Cochlearia excelsa. Damit vermittelt die Art nicht zwischen den alpinen und den karpatischen Cochlearia-Sippen, wie lange angenommen wurde, sondern entwickelte sich aus Cochlearia pyrenaica oder einer dieser ähnlichen Vorläufersippe. Zeitlich dürfte dies während der pleistozänen Eiszeit geschehen sein.

## Gefährdung und Schutz
Die Art ist mit im Jahre 2006 nur mehr drei Exemplaren am natürlichen Standort vom Aussterben bedroht. Erhaltungskulturen gibt es in den Botanischen Gärten von Berlin-Dahlem, Heidelberg sowie privat. Die Population in Berlin-Dahlem, die dort seit 1980 kultiviert wird, ist allerdings genetisch gegenüber der wesentlich kleineren Population am natürlichen Standort deutlich verarmt.
Der Rückgang der Art ist vor allem durch die Senkung des Grundwasserspiegels in der Feuchten Ebene bedingt, der auf Wasserentnahme für Trinkwasser und landwirtschaftliche Bewässerung zurückzuführen ist. Ein weiterer Grund ist die zunehmende Sukzession an diesen extensiv genutzten Standorten. Eine weitere Verdrängung der letzten Exemplare wird durch Freihalten und Ausschneiden verhindert. Im Jahr 2009 existierte nur mehr eine kümmerliche Pflanze mit wenigen Laubblättern. Durch starke Wasserstandschwankungen am Standort der letzten Pflanze starb diese im Winter 2009/2010 ab. Somit war das Dickwurzel-Löffelkraut in freier Wildbahn ausgestorben. Ein erster Wiederansiedlungsversuch mit Pflanzen aus den Erhaltungskulturen an offenen Stellen am Gewässerrand war aufgrund der anhaltenden Wasserstandsschwankungen nicht erfolgreich.

## Belege
- Manfred A. Fischer, Karl Oswald, Wolfgang Adler: Exkursionsflora für Österreich, Liechtenstein und Südtirol. 3., verbesserte Auflage. Land Oberösterreich, Biologiezentrum der Oberösterreichischen Landesmuseen, Linz 2008, ISBN 978-3-85474-187-9.
- M. Staudinger: Cochlearia macrorrhiza. In: Wolfgang Rabitsch, Franz Essl: Endemiten – Kostbarkeiten in Österreichs Pflanzen- und Tierwelt. Naturwissenschaftlicher Verein für Kärnten und Umweltbundesamt GmbH, Klagenfurt und Wien 2009. ISBN 978-3-85328-049-2, S. 111f.